# Stir of Echoes
Stir of Echoes är en övernaturlig skräckfilm från 1999 i regi av David Koepp. Filmen är löst baserad på Richard Mathesons roman A Stir of Echoes från 1958. I huvudrollen ses Kevin Bacon.

## Handling
Efter att ha blivit hypnotiserad av sin svägerska, börjar skeptikern Tom uppleva paranormala syner och blir som besatt av att lösa mysteriet framför honom.

## Rollista i urval
- Kevin Bacon - Tom Witzky
- Kathryn Erbe - Maggie Witzky
- Zachary David Cope - Jake Witzky
- Illeana Douglas - Lisa
- Jennifer Morrison - Samantha Kozac
- Liza Weil - Debbie Kozac, barnvakten
- Kevin Dunn - Frank McCarthy
- Lusia Strus - Sheila McCarthy
- Chalon Williams - Adam McCarthy
- Conor O'Farrell - Harry Damon
- Steve Rifkin - Kurt Damon
- Eddie Bo Smith Jr. - Neil